# Jozef Barmoš
Jozef Barmoš (Šurany, 28 de agosto de 1954) é um ex-jogador de futebol e atual treinador de futebol eslovaco, que atuava como defensor. 

## Carreira
Ele jogou como zagueiro pela Seleção Tchecoslovaca de Futebol entre 1977 e 1982, onde marcou um gol contra na Copa do Mundo FIFA de 1982 a favor da Seleção Inglesa de Futebol. Jogou por 17 anos no Inter Bratislava, time no qual é o atual treinador.

## Títulos
- Eurocopa: 1976